# ГЕС Bajo Anchicaya
ГЕС Bajo Anchicaya — гідроелектростанція у південно-західній частині Колумбії. Знаходячись після ГЕС Alto Anchicaya, становить нижній ступінь в каскаді на річці Anchicayá, яка стікає із розташованого на захід від Калі гірського району Farallones de Cali та впадає в затоку Буенавентура (Тихий океан).
В межах проекту річку перекрили гравітаційною греблею висотою 60 метрів, довжиною 207 метрів та товщиною по основі 42 метри. Вона утримує витягнуте по долині річки на 2,5 км невелике водосховище з площею поверхні 1,04 км2 та об’ємом 5 млн м3 (корисний об’єм 3,5 млн м3). Зі сховища через правобережний гірський масив проклали дериваційний тунель довжиною 1,5 км з діаметром 6,3 метра.
У наземному машинному залі в 1955 році запустили дві турбіни типу Френсіс потужністю по 12 МВт, до яких в 1967-му додали ще дві з потужністю по 20 МВт. Це обладнання при напорі у 72 метри повинне забезпечувати виробництво 360 млн кВт-год електроенергії на рік.